# Municipio de Adams (condado de Hamilton)
El municipio de Adams (en inglés: Adams Township) es un municipio ubicado en el condado de Hamilton en el estado estadounidense de Indiana. En el año 2010 tenía una población de 4858 habitantes y una densidad poblacional de 38,79 personas por km².

## Geografía
El municipio de Adams se encuentra ubicado en las coordenadas 40°9′24″N 86°11′12″O / 40.15667, -86.18667. Según la Oficina del Censo de los Estados Unidos, el municipio tiene una superficie total de 125.25 km², de la cual 125.03 km² corresponden a tierra firme y (0.18%) 0.23 km² es agua.

## Demografía
Según el censo de 2010, había 4858 personas residiendo en el municipio de Adams. La densidad de población era de 38,79 hab./km². De los 4858 habitantes, el municipio de Adams estaba compuesto por el 96.48% blancos, el 0.47% eran afroamericanos, el 0.23% eran amerindios, el 0.27% eran asiáticos, el 0.02% eran isleños del Pacífico, el 0.97% eran de otras razas y el 1.56% pertenecían a dos o más razas. Del total de la población el 2.39% eran hispanos o latinos de cualquier raza.